# كوري هاريس
كوري هاريس (بالإنجليزية: Corey Harris)‏ هو لاعب كرة قدم أمريكية أمريكي، ولد في 25 أكتوبر 1969 في إنديانابوليس في الولايات المتحدة.

## وصلات خارجية
- كوري هاريس على موقع مرجع كرة القدم المحترفة.كوم (الإنجليزية)